# 龙炳初
龙炳初（1914年—1975年），男，江西莲花人，中华人民共和国军事人物，中国人民解放军少将，第四届全国人大代表。